# North Delhi (distrikt)
North Delhi er et distrikt i det indiske nationale hovedstadsterritorium Delhi.

## Demografi
Ved folketællingen i 2011 var der 883,418 indbyggere i distriktet, mod 781,525 i 2001. Den urbane befolkningen udgør 97,99 % af befolkningen.
Børn i alderen 0 til 6 år udgjorde 11,42 % ved folketællingen i 2011 mod 13,71 % i 2001. Antallet af piger i den alder per tusinde drenge er 872 i 2011 mod 886 i 2001.